# Peter Herborn
Peter Herborn (Essen (Noordrijn-Westfalen), 25 september 1955) is een Duitse jazztrombonist, -componist, -arrangeur, orkestleider en hoogleraar.

## Biografie
Herborn werkte zowel op het gebied van modernjazz als kamermuziek. Tijdens de jaren 1980 werkte hij samen met de groep Noctett, met Maria João, Leszek Zadlo en het septet Acute Insights dat hij regisseerde, waarmee hij twee albums opnam. De albums Large one en Large two kwamen voort uit zijn preoccupatie met het bigband-geluid. In 2005 componeerde hij via de Spaanse dichter Federico García Lorca de opera Lorca voor de WDR. In 1988 was hij medeoprichter van de afdeling jazzmuziek aan de Folkwang Universität in Essen, waar hij sindsdien aan het hoofd staat en waar hij werkt als professor compositie, arrangement en theorie. Zijn boek Jazz Arrangement wordt in Duitstalige landen als een standaardwerk beschouwd.

## Discografie
- 1985: Subtle Wildness
- 1987-1988: Peter Herborn's Acute Insights met Wollie Kaiser, Hugo Read, Jo Thönes, Tim Wells, Kenny Wheeler
- 1991: Something Personal met Django Bates, Tim Berne, Marc Ducret, Lindsey Horner
- 1992: Traces of Trane met de WDR Big Band Köln (feat. Marc Ducret, Robin Eubanks, Mark Helias, Tom Rainey, Gary Thomas)
- 1997: Large One met Dave Ballou, Uri Caine, Robin Eubanks, Clark Gayton, Dan Gottshall, Taylor Haskins, John Hébert, Mike Herting, Gene Jackson, Marian Kaul, Adam Kolker, Jackie McLean, Jeff Nelson, Greg Osby, Marvin Sewell, Alex Stewart, John Swana, Gary Thomas, McCoy Tyner, Dontae Winslow
- 2003: Peter Herborn Large Two met Gene Jackson, Greg Osby, Robin Eubanks und Gary Thomas

## Composities
- 1933: On Golden Wings, strijkkwartet
- 1994: European Forces
- 1996: Stagemuziek voor 'Die Hochzeit' van Elias Canetti
- 1998: Stagemuziek voor 'Ghetto' van Joshua Sobol
- 2005: Lorca, opera,